# Coppa del Mondo di slittino 2005
La Coppa del Mondo di slittino 2004/05, ventottesima edizione della manifestazione organizzata dalla Federazione Internazionale Slittino, ebbe inizio l'8 novembre 2004 ad Altenberg, in Germania, e si concluse il 6 febbraio 2005 a Cesana Torinese, in Italia. Furono disputate ventisette gare, otto nel singolo uomini, nel singolo donne e nel doppio e tre nella gara a squadre in otto differenti località. Nel corso della stagione si tennero anche i Campionati mondiali di slittino 2005 a Park City, negli Stati Uniti d'America, competizione non valida ai fini della Coppa del Mondo.
Le coppe di cristallo, trofeo conferito ai vincitori del circuito, furono assegnate al russo Albert Demčenko per quanto concerne la classifica del singolo uomini, la tedesca Barbara Niedernhuber conquistò il trofeo del singolo donne, la coppia italiana formata da Christian Oberstolz e Patrick Gruber si aggiudicò la vittoria del doppio e la Germania primeggiò nella classifica della gara a squadre.

## Risultati
| Data                            | Località        | Nazione     | Specialità       | Primi classificati                                                           | Secondi classificati                                                                  | Terzi classificati                                                      |
| ------------------------------- | --------------- | ----------- | ---------------- | ---------------------------------------------------------------------------- | ------------------------------------------------------------------------------------- | ----------------------------------------------------------------------- |
| 8-14 novembre 2004              | Altenberg       | Germania    | Donne – Singolo  | Anke Wischnewski Germania                                                    | Silke Kraushaar Germania                                                              | Nina Reithmayer Austria                                                 |
| 8-14 novembre 2004              | Altenberg       | Germania    | Uomini – Singolo | Markus Kleinheinz Austria                                                    | Albert Demčenko Russia                                                                | Armin Zöggeler Italia                                                   |
| 8-14 novembre 2004              | Altenberg       | Germania    | Uomini – Doppio  | Andreas Linger Wolfgang Linger Austria                                       | Christian Oberstolz Patrick Gruber Italia                                             | Sebastian Schmidt André Forker Germania                                 |
| 15-21 novembre 2004             | Sigulda         | Lettonia    | Donne – Singolo  | Silke Kraushaar Germania                                                     | Anna Orlova Lettonia                                                                  | Natalija Jakušenko Ucraina                                              |
| 15-21 novembre 2004             | Sigulda         | Lettonia    | Uomini – Singolo | Albert Demčenko Russia                                                       | Mārtiņš Rubenis Lettonia                                                              | Markus Kleinheinz Austria                                               |
| 15-21 novembre 2004             | Sigulda         | Lettonia    | Uomini – Doppio  | André Florschütz Torsten Wustlich Germania                                   | Christian Oberstolz Patrick Gruber Italia                                             | Mark Grimmette Brian Martin Stati Uniti                                 |
| 29 novembre-5 dicembre 2004     | Lake Placid     | Stati Uniti | Donne – Singolo  | Barbara Niedernhuber Germania                                                | Regan Lauscher Canada                                                                 | Anastasia Oberstolz-Antonova Italia                                     |
| 29 novembre-5 dicembre 2004     | Lake Placid     | Stati Uniti | Uomini – Singolo | David Möller Germania                                                        | Tony Benshoof Stati Uniti                                                             | Armin Zöggeler Italia                                                   |
| 29 novembre-5 dicembre 2004     | Lake Placid     | Stati Uniti | Uomini – Doppio  | Sebastian Schmidt André Forker Germania                                      | Christian Oberstolz Patrick Gruber Italia                                             | Gerhard Plankensteiner Oswald Haselrieder Italia                        |
| 29 novembre-5 dicembre 2004     | Lake Placid     | Stati Uniti | Gara a squadre   | Germania David Möller Silke Kraushaar Sebastian Schmidt André Forker         | Italia Armin Zöggeler Anastasia Oberstolz-Antonova Christian Oberstolz Patrick Gruber | Austria Martin Abentung Veronika Halder Andreas Linger Wolfgang Linger  |
| 6-12 dicembre 2004              | Calgary         | Canada      | Donne – Singolo  | Barbara Niedernhuber Germania                                                | Sylke Otto Germania                                                                   | Silke Kraushaar Germania                                                |
| 6-12 dicembre 2004              | Calgary         | Canada      | Uomini – Singolo | David Möller Germania                                                        | Tony Benshoof Stati Uniti                                                             | Albert Demčenko Russia                                                  |
| 6-12 dicembre 2004              | Calgary         | Canada      | Uomini – Doppio  | Mark Grimmette Brian Martin Stati Uniti                                      | André Florschütz Torsten Wustlich Germania                                            | Sebastian Schmidt André Forker Germania                                 |
| 27 dicembre 2004-2 gennaio 2005 | Oberhof         | Germania    | Donne – Singolo  | Barbara Niedernhuber Germania                                                | Sylke Otto Germania                                                                   | Silke Kraushaar Germania                                                |
| 27 dicembre 2004-2 gennaio 2005 | Oberhof         | Germania    | Uomini – Singolo | Albert Demčenko Russia                                                       | David Möller Germania                                                                 | Georg Hackl Germania                                                    |
| 27 dicembre 2004-2 gennaio 2005 | Oberhof         | Germania    | Uomini – Doppio  | André Florschütz Torsten Wustlich Germania                                   | Marcel Lorenz Christian Baude Germania                                                | Tobias Schiegl Markus Schiegl Austria                                   |
| 27 dicembre 2004-2 gennaio 2005 | Oberhof         | Germania    | Gara a squadre   | Germania Sebastian Schmidt André Forker Silke Kraushaar David Möller         | Italia Christian Oberstolz Patrick Gruber Anastasia Oberstolz-Antonova Armin Zöggeler | Austria Tobias Schiegl Markus Schiegl Nina Reithmayer Markus Kleinheinz |
| 3-6 gennaio 2005                | Königssee       | Germania    | Donne – Singolo  | Silke Kraushaar Germania                                                     | Barbara Niedernhuber Germania                                                         | Anke Wischnewski Germania                                               |
| 3-6 gennaio 2005                | Königssee       | Germania    | Uomini – Singolo | Albert Demčenko Russia                                                       | Georg Hackl Germania                                                                  | David Möller Germania                                                   |
| 3-6 gennaio 2005                | Königssee       | Germania    | Uomini – Doppio  | Patric Leitner Alexander Resch Germania                                      | André Florschütz Torsten Wustlich Germania                                            | Andreas Linger Wolfgang Linger Austria                                  |
| 3-6 gennaio 2005                | Königssee       | Germania    | Gara a squadre   | Germania André Florschütz Torsten Wustlich Barbara Niedernhuber David Möller | Austria Andreas Linger Wolfgang Linger Sonja Manzenreiter Markus Kleinheinz           | Stati Uniti Mark Grimmette Brian Martin Ashley Hayden Tony Benshoof     |
| 10-16 gennaio 2005              | Igls            | Austria     | Donne – Singolo  | Sylke Otto Germania                                                          | Barbara Niedernhuber Germania                                                         | Silke Kraushaar Germania                                                |
| 10-16 gennaio 2005              | Igls            | Austria     | Uomini – Singolo | Georg Hackl Germania                                                         | Markus Kleinheinz Austria                                                             | Armin Zöggeler Italia                                                   |
| 10-16 gennaio 2005              | Igls            | Austria     | Uomini – Doppio  | Patric Leitner Alexander Resch Germania                                      | André Florschütz Torsten Wustlich Germania                                            | Christian Oberstolz Patrick Gruber Italia                               |
| 17-23 gennaio 2005              | Winterberg      | Germania    | Donne – Singolo  | Sylke Otto Germania                                                          | Silke Kraushaar Germania                                                              | Ashley Hayden Stati Uniti                                               |
| 17-23 gennaio 2005              | Winterberg      | Germania    | Uomini – Singolo | Albert Demčenko Russia                                                       | Georg Hackl Germania                                                                  | Armin Zöggeler Italia                                                   |
| 17-23 gennaio 2005              | Winterberg      | Germania    | Uomini – Doppio  | Christian Oberstolz Patrick Gruber Italia                                    | Gerhard Plankensteiner Oswald Haselrieder Italia                                      | Mark Grimmette Brian Martin Stati Uniti                                 |
| 31 gennaio-6 febbraio 2005      | Cesana Torinese | Italia      | Donne – Singolo  | annullata                                                                    | annullata                                                                             | annullata                                                               |
| 31 gennaio-6 febbraio 2005      | Cesana Torinese | Italia      | Uomini – Singolo | annullata                                                                    | annullata                                                                             | annullata                                                               |
| 31 gennaio-6 febbraio 2005      | Cesana Torinese | Italia      | Uomini – Doppio  | annullata                                                                    | annullata                                                                             | annullata                                                               |
| 31 gennaio-6 febbraio 2005      | Cesana Torinese | Italia      | Gara a squadre   | annullata                                                                    | annullata                                                                             | annullata                                                               |

## Classifiche

### Singolo uomini
| Pos. | Nome              | Nazione     | ALT | SIG | LAP | CAL | OBE | KÖN | IGL | WIN | CES | Totale |
| ---- | ----------------- | ----------- | --- | --- | --- | --- | --- | --- | --- | --- | --- | ------ |
| 1    | Albert Demčenko   | Russia      | 2   | 1   | 17  | 3   | 1   | 1   | 6   | 1   | –   | 629    |
| 2    | Georg Hackl       | Germania    | 5   | 7   | –   | 4   | 3   | 2   | 1   | 2   | –   | 501    |
| 3    | Markus Kleinheinz | Austria     | 1   | 3   | 7   | 4   | 6   | 8   | 2   | 11  | –   | 487    |
| 3    | David Möller      | Germania    | 6   | 19  | 1   | 1   | 2   | 3   | 27  | 7   | –   | 487    |
| 5    | Armin Zöggeler    | Italia      | 3   | 5   | 3   | 6   | 4   | 12  | 3   | 3   | –   | 477    |
| 6    | Tony Benshoof     | Stati Uniti | 4   | 8   | 2   | 2   | 8   | 6   | 5   | 5   | –   | 474    |
| 7    | Reinhold Rainer   | Italia      | 23  | 4   | 6   | 8   | 11  | 7   | 10  | 4   | –   | 346    |
| 8    | Jan Eichhorn      | Germania    | 7   | 11  | 4   | 11  | 5   | 16  | 7   | 18  | –   | 323    |
| 9    | Jaroslav Slávik   | Slovacchia  | 11  | 25  | 14  | 14  | 14  | 10  | 4   | 8   | –   | 272    |
| 10   | Viktor Knejb      | Russia      | 12  | 14  | 12  | 16  | 15  | 5   | 8   | 13  | –   | 270    |

### Singolo donne
| Pos. | Nome                         | Nazione     | ALT | SIG | LAP | CAL | OBE | KÖN | IGL | WIN | CES | Totale |
| ---- | ---------------------------- | ----------- | --- | --- | --- | --- | --- | --- | --- | --- | --- | ------ |
| 1    | Barbara Niedernhuber         | Germania    | 4   | 7   | 1   | 1   | 1   | 2   | 2   | 4   | –   | 636    |
| 2    | Silke Kraushaar              | Germania    | 2   | 1   | 7   | 3   | 3   | 1   | 3   | 2   | –   | 626    |
| 3    | Sylke Otto                   | Germania    | 13  | 9   | 8   | 2   | 2   | 4   | 1   | 1   | –   | 541    |
| 4    | Anastasia Oberstolz-Antonova | Italia      | 5   | 4   | 3   | 4   | 20  | 16  | 8   | 5   | –   | 388    |
| 5    | Anke Wischnewski             | Germania    | 1   | –   | 5   | 5   | –   | 3   | 4   | 7   | –   | 386    |
| 6    | Natalija Jakušenko           | Ucraina     | 8   | 3   | 4   | –   | 8   | 5   | 6   | 6   | –   | 369    |
| 7    | Nina Reithmayer              | Austria     | 3   | 6   | 10  | 10  | 7   | 8   | 10  | 9   | –   | 355    |
| 8    | Regan Lauscher               | Canada      | 7   | 12  | 2   | 8   | 16  | 9   | 13  | 24  | –   | 316    |
| 9    | Ashley Hayden                | Stati Uniti | 22  | 11  | –   | 7   | 6   | 6   | 7   | 3   | –   | 315    |
| 10   | Lilija Ludan                 | Ucraina     | 10  | 5   | 6   | –   | 5   | 12  | 11  | 11  | –   | 296    |

### Doppio
| Pos. | Nome                                      | Nazione     | ALT | SIG | LAP | CAL | OBE | KÖN | IGL | WIN | CES | Totale |
| ---- | ----------------------------------------- | ----------- | --- | --- | --- | --- | --- | --- | --- | --- | --- | ------ |
| 1    | Christian Oberstolz Patrick Gruber        | Italia      | 2   | 2   | 2   | 4   | 7   | 4   | 3   | 1   | –   | 591    |
| 2    | André Florschütz Torsten Wustlich         | Germania    | 5   | 1   | DNF | 2   | 1   | 2   | 2   | 4   | –   | 570    |
| 3    | Andreas Linger Wolfgang Linger            | Austria     | 1   | 5   | 6   | 8   | 6   | 3   | 4   | 6   | –   | 477    |
| 4    | Mark Grimmette Brian Martin               | Stati Uniti | 8   | 3   | 4   | 1   | 12  | 6   | 7   | 3   | –   | 470    |
| 5    | Tobias Schiegl Markus Schiegl             | Austria     | 6   | 4   | 5   | 6   | 3   | 5   | 6   | 9   | –   | 429    |
| 6    | Sebastian Schmidt André Forker            | Germania    | 3   | 6   | 1   | 3   | 4   | DNF | 9   | DNF | –   | 389    |
| 7    | Gerhard Plankensteiner Oswald Haselrieder | Italia      | 4   | DNF | 3   | DSQ | 5   | 7   | 5   | 2   | –   | 371    |
| 8    | Grant Albrecht Eric Pothier               | Canada      | 9   | 7   | 10  | 5   | 11  | 14  | 11  | 10  | –   | 308    |
| 9    | Preston Griffal Dan Joye                  | Stati Uniti | 14  | 14  | 9   | 11  | 18  | 11  | 15  | 7   | –   | 258    |
| 10   | Patric Leitner Alexander Resch            | Germania    | DNF | –   | –   | –   | –   | 1   | 1   | 5   | –   | 255    |

### Gara a squadre
| Pos. | Nazione     | LAP | OBE | KÖN | CES | Totale |
| ---- | ----------- | --- | --- | --- | --- | ------ |
| 1    | Germania    | 1   | 1   | 1   | –   | 300    |
| 2    | Italia      | 2   | 2   | 4   | –   | 230    |
| 3    | Austria     | 3   | 3   | 2   | –   | 225    |
| 4    | Stati Uniti | 4   | 4   | 3   | –   | 190    |
| 5    | Canada      | 7   | 5   | 5   | –   | 156    |
| 6    | Russia      | 5   | 6   | 6   | –   | 155    |
| 7    | Polonia     | 6   | 7   | 9   | –   | 135    |
| 8    | Rep. Ceca   | –   | 8   | 10  | –   | 78     |
| 9    | Lettonia    | –   | –   | 7   | –   | 46     |
| 10   | Slovacchia  | DNS | –   | 8   | –   | 42     |